# Judie Hoyt
Judie Hoyt é uma produtora de cinema estadunidense. Foi indicada ao Oscar de melhor filme pela realização das obras Mystic River, Letters from Iwo Jima e American Sniper.